# The Silicone Veil
Albums de Susanne Sundfør
A Night At Salle Pleyel
(2011) Ten Love Songs
(2015)
Singles
1. White Foxes
Sortie : 24 février 2012
2. The Silicone Veil
Sortie : 8 août 2012

The Silicone Veil est le cinquième album de l'artiste norvégienne Susanne Sundfør. 

## Conception
À la suite du succès critique et commercial de The Brothel, Sundfør commença à travailler sur son successeur, jouant quelques-unes des compositions qui figureraient sur le futur album lors de showcases et de concerts dès la fin de l'année 2010. La conception de ce nouvel opus vit la reconduction de la collaboration avec Lars Horntveth (Jaga Jazzist, The National Bank), déjà sollicité sur The Brothel, en qualité de coproducteur. Sundfør fit également appel aux Trøndheimsolistene, ensemble à cordes de réputation internationale, afin de poursuivre l'hybridation entre sonorités classiques et modernes, organiques et électroniques, dont la rencontre avait défini l'univers musical de The Brothel.
Annoncée au début de l'année, la sortie officielle de The Silicone Veil fut fixée au 26 mars 2012 pour la Norvège, un mois après le lancement du premier single extrait de l'album, White Foxes (24 février).
Esthétiquement proche de son prédécesseur, The Silicone Veil se démarque toutefois de ce dernier par l'inclusion d'éléments dubstep (Diamonds, Among Us, Stop (Don't Push The Button) ), tempérés par des cordes encore plus présentes que sur The Brothel (Rome, Meditations In An Emergency). Les textes furent quant à eux l'occasion pour Sundfør de se pencher sur les concepts de la frontière et de l'isolement que nous pouvons ressentir dans notre relation avec les autres, la planète et notre propre mortalité. Le "voile de silicone", qui symbolise la fracture entre le monde naturel et son pendant technologique, est d'ailleurs l'une des matérialisations des multiples barrières évoquées par Susanne Sundfør, à laquelle font écho les "capsules" de l'introduction de Diamonds. Cette dernière résume ainsi les thèmes cardinaux explorés dans son album: "apocalypse, mort, amour et neige".

## Réception
Globalement bien accueilli par la critique, aussi bien en Norvège, qu'à l'étranger,, The Silicone Veil a d'ores et déjà battu le record de longévité de The Brothel en restant classé 46 semaines (dont deux en première position) dans les charts nationaux depuis sa sortie, contre 31 pour son prédécesseur. 

## Liste des chansons
| No  | Titre                                      | Durée |
| --- | ------------------------------------------ | ----- |
| 1.  | Diamonds                                   | 5:03  |
| 2.  | White Foxes                                | 4:16  |
| 3.  | Rome                                       | 6:44  |
| 4.  | Can You Feel The Thunder                   | 4:57  |
| 5.  | Meditations In An Emergency (instrumental) | 2:30  |
| 6.  | Among Us                                   | 4:24  |
| 7.  | The Silicone Veil                          | 5:02  |
| 8.  | When                                       | 4:06  |
| 9.  | Stop (Don't Push The Button)               | 4:14  |
| 10. | Your Prelude                               | 3:16  |

### Musiciens
- Susanne Sundfør : paroles, musiques, voix, piano, Fender Rhodes, synthétiseurs, synthétiseur basse, vibraphone, autoharpe, programmation batterie, arrangements des cordes, coproduction
- Lars Horntveth : basse, synthétiseurs, guitare pedal steel, guitare lap steel, guitare acoustique, vibraphone, carillon tubulaire, synthétiseur basse, orgue, piano, programmation batterie, arrangements des cordes, coproduction
- Gard Nilssen : batterie, percussions
- Øystein Moen: synthétiseur basse sur Among Us, orgue sur When
- Jørgen Træn : programmation batterie, éléments électroniques, mixage (Duper studio)
- Sunniva Rødland Wettre: harpe
- Erik Johannessen : trombone
- Line Horntveth : tuba
- Stian Westerhus : éléments électroniques sur Diamonds, mixage de White Foxes (Best studio)
- Jo Ranheim : enregistrement des cordes (Øra studio)
- Björn Engelman : mastering (Cutting Room)
- Magnus Voll Mathiassen (MVM) : artwork

Trøndheimsolistene:
- Anders Larsen : violon
- Hilde Gimse : violon
- Erling Skaufel : violon
- Anna Adolfsson Vestad : violon
- Fride Bakken Johansen : violon
- Daniel Turcina : violon
- Tora Stølan Ness : violon
- Ingrid Wisur : violon
- Karl Jonatan Lilja : violon
- Frøydis Tøsse : alto
- Bergmund Waal Skaslien : alto
- Lars Marius Hølås : alto
- Cecilie Koch : violoncelle
- Marit Aspås : violoncelle
- Tabita Berglund : violoncelle
- Rolf Hoff Baltzersen : contrebasse

## Autour de l'album
Le morceau White Foxes figurera sur la bande originale du film de la réalisatrice Mariken Halle, Verden Venter (sortie prévue en 2013), dans lequel Sundfør fera une courte apparition. Les tulipes évoquées dans le premier couplet font références au poème Tulips de Sylvia Plath.
Le titre de l'instrumental Meditations In An Emergency est une référence au recueil de poèmes du même nom de Frank O'Hara.